# Wapen van Noorwegen
Het wapen van Noorwegen is een van de oudste van Europa. Het vindt zijn oorsprong als wapen van het koninklijk huis.
Haakon IV (1217-1263) gebruikte een schild met daarop een leeuw. De oudste bekende verwijzing naar de rode kleur van de achtergrond van het wapen is de Koningensage uit 1220.

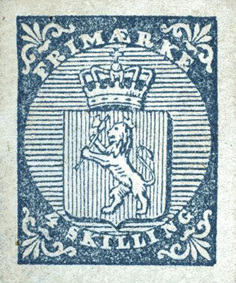
Het Noorse wapen op een postzegel uit 1885

In 1280 voegde koning Erik II een kroon en een zilveren bijl aan het wapen toe. De bijl is de martelarenbijl van de heilige Olaf II, het wapen waarmee hij in de Slag bij Stiklestad vermoord werd.
Het ontwerp van het Noorse wapen is sindsdien veranderd: het volgde de heraldische mode. In de late middeleeuwen werd de bijl steeds langer en werd een hellebaard. In 1844 werd de hellebaard weer vervangen door de kortere bijl. In 1905 werd de vorm van het schild gewijzigd en werd vastgelegd dat de leeuw rechtop moet staan. Het ontwerp kwam van Eilif Peterssen en werd officieel gebruikt tot 1937. Het huidige ontwerp werd op 20 mei 1992 door de koning aangenomen.

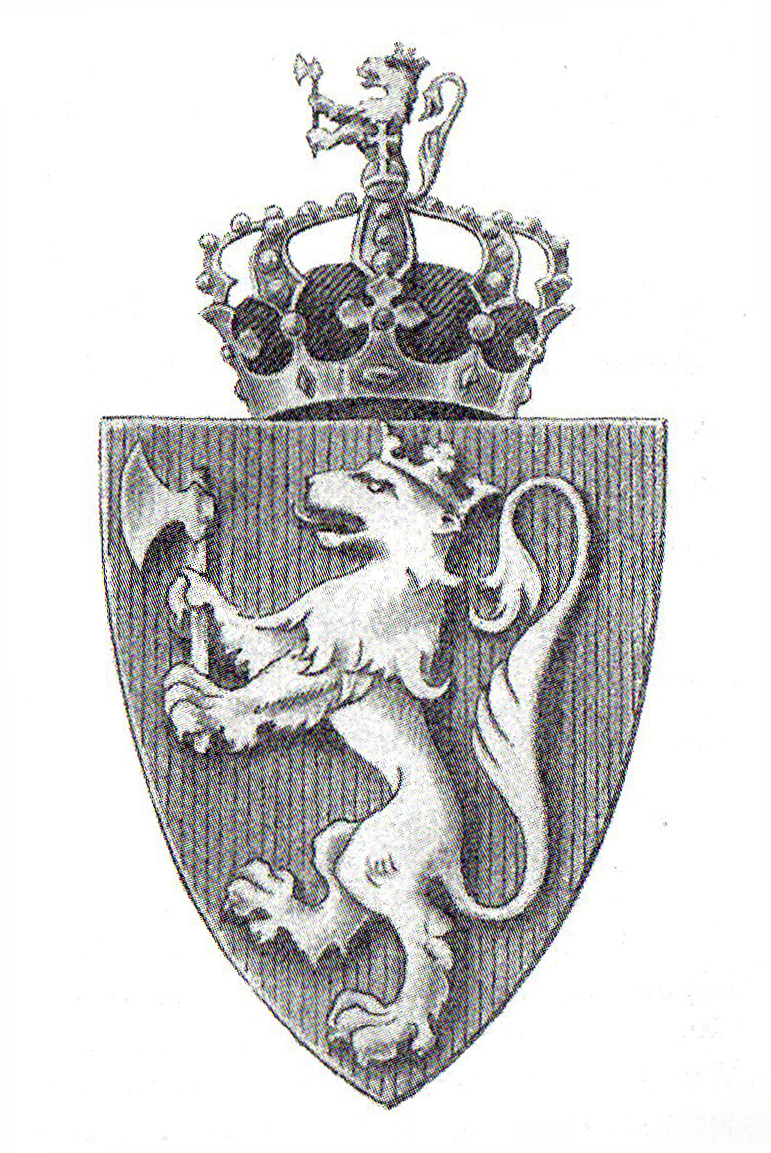
Wapen van Noorwegen, ontworpen door Eilif Peterssen en officieel in gebruik genomen op 14 december 1905.

Albanië · Andorra · Azerbeidzjan · België · Bosnië en Herzegovina · Bulgarije · Denemarken · Duitsland · Estland · Finland · Frankrijk · Georgië · Griekenland · Hongarije · Ierland · IJsland · Italië · Kosovo · Kroatië · Letland · Liechtenstein · Litouwen · Luxemburg · Malta · Moldavië · Monaco · Montenegro · Nederland · Noord-Macedonië · Noorwegen · Oekraïne · Oostenrijk · Polen · Portugal · Roemenië · Rusland · San Marino · Servië · Slovenië · Slowakije · Spanje · Transnistrië · Tsjechië · Turkije · Vaticaanstad · Verenigd Koninkrijk · Wit-Rusland · Zweden · Zwitserland

Afhankelijke gebieden: Åland · Faeröer · Gibraltar · Guernsey · Jersey · Man

Betwiste gebieden: Abchazië · Adzjarië